# Nehalem微架構
Intel Nehalem (發音：/nəˈheɪləm/) ，是Intel研發的中央處理器微架構之代號，該架構取代了前代的Core微處理器架構。 使用Nehalem架構的微處理器採用45納米製程（後期改用32納米製程），在2007年的Intel開發者論壇上Intel官方展示了一個採用兩顆Nehalem微架構的處理器的系統平台。首款採用Intel Nehalem架構的處理器是2008年11月正式發售的桌上型處理器Intel Core i7。
Intel在Pentium 4時代也使用過“Nehalem”的代號，該代號曾使用於NetBurst微架構的10Ghz版本之Pentium 4微處理器，後來改計劃取消。Nehalem微架構儘管與Netburst架構不是同一個時代的產物，但是兩者之間有一些共同的技術和特點，如超執行緒、較高的預設時脈等。儘管Nehalem架構的微處理器預設時脈普遍較高，但能效比依然比Core微架構的製程改進版Penryn微架構的微處理器要高。2011年1月，Intel Nehalem微架構由其下一代微架構Intel Sandy Bridge所取代。
Intel Nehalem的架構設計有不少地方與AMD K10類似（譬如每核心獨立電壓及時脈等），但要比AMD K10的效能更佳、能耗更低。AMD後來也推出K10的改進版K10.5來與Intel的Nehalem競爭。

## 技術特點

原生四核心的Nehalem微架構

### 整合北橋
全部型號的微處理器核心都整合了記憶體控制器，一般支援雙通道DDR3 SDRAM，消費級產品最高支援三通道DDR3 SDRAM，而伺服器平台則可以支援四通道DDR3 SDRAM；除此以外還處理器核心還整合了PCI Express 2.0控制器。

### 直連式總線
從Nehalem微架構開始，Intel改用QPI/DMI直連式總線，放棄了傳統的FSB。首發的Core i7使用了新的“Quick Path Interconnect”直連式總線，與AMD的HyperTransport相似。
相比FSB，每一個處理器都可以有獨立的QPI通道與其他處理器連接，處理器之間不用再共享FSB頻寬，並繞路到北橋才能通訊。此外，QPI是雙向傳輸。
後來發布的Core i5、i3，處理器內部仍使用QPI，但與外部晶片組連接則使用與QPI類似但較QPI的頻寬小的DMI（Direct Media Interface）總線。
隨著FSB的『卸任』，一般意義上的『外頻』概念由『基準時鐘頻率』（BLCK）所取代。

### 模組化的多核心設計
處理器採用模組化設計。例如核心、記憶體控制器、以至輸入輸出介面控制器，都能夠以不同的數量配搭，而且都能做到原生多核心設計。這樣使得Nehalem架構的處理器產品線可以做成雙核心、四核心、六核心乃至八核心、十核心（僅見於Xeon E7），可以使到產品更容易針對不同市場。與AMD K10微架構類似，每一個模組都可以有獨立的電壓和獨立的時脈，讓處理器在不同負載水平的效能最大化的同時更省電。
二級分支預測器和新的轉譯後備緩衝區（Translation Lookaside Buffer，TLB）。

### 超執行緒
超執行緒技術回歸：部分處理器型號支援超线程的技術。消費級市場發售的最高六核心，十二執行緒，企業級的更達到八核心，十六執行緒甚至到後期的十核心，二十執行緒。不僅多執行緒處理能力加強，Intel認為該技術還能最多提升處理器30%的效能。

### 快取
多級快取：每核心64KB的L1快取（32KB指令快取+32KB資料快取）；每核心256KB的L2快取，雖容量大小較Core微架構的小但擁有更低的讀寫延遲值；與AMD K10一樣，Intel Nehalem微架構的處理器都內建L3快取，每一個處理器共享最小4MB至最大12MB（企業級處理器更達到30MB）。

### 效能、電源管理
效能動態調節和電源管理：中高階型號的處理器會支援Turbo Boost（港澳地區沒有正式官方中文名稱，台灣官方中文名稱為『渦輪加速』，中國大陸官方中文名稱為『睿頻』。其後該技術更名為Dynamic Speed，動態時脈）動態時脈調整技術，倘若有程式使用較多的處理器负载，處理器的頻率可以按步驟提升，此外，可以自動往上提升倍頻該功能基本不需要作業系統的支援，完全由硬體監控。除了時脈管理，電源管理方面引入Power Gates技術，核心閒置的時候可被關閉。對比上一代的Core架構，的核心電阻可以被關閉，電流可以完全不通過核心。各個處理器核心可運作於不同的頻率和電壓。Turbo Boost及Power Gates功能都是由同一個單元提供，佔去大約一百萬個晶体管。而AMD K10及後來的改進版K10.5，核心必須手動才能關閉。

### 指令集
指令集更新：SIMD指令SSE4的版本會提升為SSE 4.2，SSE4.2在SSE4.1（於Core架構上）的基礎上新增了7條指令；引入第二代Intel虛擬化技術，支援EPT（Extended Page Table，擴展分頁表）、VPIDs（virtual processor identifiers，虛擬處理器標識）以及非屏蔽中斷窗口退出（non-maskable interrupt-window exiting）。Intel Nehalem架构的原子操作延时降低了50%，在试图限制原子的开销上。

### 搭配晶片組
晶片組方面，Intel推出了5系列晶片組與之搭配，桌面平台有P5*、H5*、X5*等系列型號，其中P5*、H5*系列型號採用LGA1156插座，X5*採用LGA1366插座。代號Bloomfield的Core i7和後期第二批的Intel X58晶片組（允許更變倍頻）的組合再次提升Intel平台的超頻極限。核心代號Lynnfield的Core i5所使用的晶片組，更名為“PCH”（Platform Controller Hub，PCH，整合了一部分北橋和整個南橋），取代以往分離的北橋晶片和南橋晶片，成為單晶片組。早期，處理器核心的電壓與系統記憶體同步。此前，Intel官方表示首批處理器產品會支持DDR3-800和DDR3-1066規格的記憶體。對於DDR3-1333，由於處理器只可以接受較低的電壓水平（限制在1.65V或以下），高速的記憶體意味著需要較高的電壓，所以此規格的官方支援仍然存在疑問。後來第二批X58晶片組主機版上，處理器核心電壓與系統記憶體電壓可以實現異步，方便用家超頻。另外，原先只有XE版本處理器可以調整記憶體頻率。後來Intel修改為所有上市的Core i7處理器，均可以修改記憶體和QPI總線的頻率。

## 效能和能耗之改進
儘管核心面積比Core架構要大不少，性能較Core架構系列則仍大幅提升，並沒有令市場期望失望。
與Core架構的45納米製程版本Core相比，Nehalem架構：
- 在相同的能耗下比Core架構的單執行緒效能高出10%至100%；
- 同樣的效能下的能耗平均比Core架構的低30%；
- 每核心每時鐘週期的效能平均比上代架構高12%至20%。

## 核心及其步進
| 核心數量（記憶體通道數量、其他總線） | 製程        | 晶片面積   | CPUID       | Model | 步進  | 流動平台              | 桌面平台、 UP Server | DP Server             | MP Server           |
| ------------------------------------ | ----------- | ---------- | ----------- | ----- | ----- | --------------------- | -------------------- | --------------------- | ------------------- |
| 八核心（四通道）                     | 45 nm       | 684 mm²    | 206E6       | 46    | D0    |                       |                      |                       | Beckton (80604)     |
| 四核心（三通道）                     | 45 nm       | 263 mm²    | 106A4 106A5 | 26    | C0 D0 |                       | Bloomfield (80601)   | Gainestown (80602)    |                     |
| 四核心（雙通道、PCIe）               | 45 nm       | 296 mm²    | 106E4 106E5 | 30    | B0 B1 | Clarksfield (80607)   | Lynnfield (80605)    | Jasper Forest (80612) |                     |
| 雙核心（雙通道、PCIe、內建顯示核心） | 45 nm       |            |             |       |       | Auburndale （已取消） | Havendale （已取消） |                       |                     |
|                                      |             |            |             |       |       |                       |                      |                       |                     |
| 十核心（四通道）                     | 32 nm       | 513 mm²    | 206F2       | 47    | A2    |                       |                      |                       | Westmere-EX (80615) |
| 六核心（三通道）                     | 32 nm       | 248 mm²    | 206C2       | 44    | B1    |                       | Gulftown (80613)     | Westmere-EP (80614)   |                     |
| 雙核心（雙通道、PCIe、內建顯示核心） | 32 nm 45 nm | 81+114 mm² | 20652 20655 | 37    | C2 K0 | Arrandale (80617)     | Clarkdale (80616)    |                       |                     |

- 極致效能級別的處理器無倍頻限制；
- 全部微處理器使用133MHz的基準時鐘頻率。

## 繼任微架構
Intel遵循Tick-Tock策略，於2011年第一季度發布了Intel Sandy Bridge微架構，正式取代Intel Nehalem微架構以及其製程改進版Intel Westmere微架構。

## 外部連結
- Nehalem processor（页面存档备份，存于） at Intel.com

- , InfoWorld, 2010-03-16  [2012-05-01], （原始内容存档于2011-01-09）
- , X-bit Labs, 2009-09-24  [2012-05-01], （原始内容存档于2011-03-08）
- , Hot Hardware, 2008-11-03  [2012-05-01], （原始内容存档于2009-03-06）
- , hardCOREware.net, 2008-11-03  [2012-05-01], （原始内容存档于2008-11-06）
- , PC Perspective, 2008-11-03  [2012-05-01], （原始内容存档于2008-11-06）
- , Xtreview, 2008-10-01  [2012-05-01], （原始内容存档于2012-03-09）
- Altavilla, Dave, , HotHardware, 2008-03-17  [2012-05-01], （原始内容存档于2012-05-23）
- Shrout, Ryan, , PC Perspective, 2008-03-28  [2012-05-01], （原始内容存档于2010-05-14）
- Stokes, Jon, , Ars Technica, 2007-03-28  [2012-05-01], （原始内容存档于2009-01-25）
- Lal Shimpi, Anand, , AnandTech, 2007-09-18  [2012-05-01], （原始内容存档于2010-03-06）
- Lal Shimpi, Anand, , AnandTech, 2008-11-03  [2012-05-01], （原始内容存档于2012-09-18）
- David Kanter. . realworldtech.com. 2010-04-04  [2010-12-16]. （原始内容存档于2010-12-21）.
- Holland, Maggie, , IT Pro, 2007-09-19  [2012-05-01], （原始内容存档于2007-10-18）
- , CHW.net, 2008-01-05  [2012-05-01], （原始内容存档于2008-07-05） （西班牙语）
- Stokes, Jon, , Ars Technica, 2008-04-09  [2012-05-01], （原始内容存档于2008-11-21）
- Torres, Gabriel, , Hardware Secrets, 2008-03-17  [2012-05-01], （原始内容存档于2008-05-16）
- Shimpi, Anand Lal, , AnandTech, 2008-06-05  [2012-05-01], （原始内容存档于2010-01-04）
- Shimpi, Anand Lal, , AnandTech, 2008-08-21  [2012-05-01], （原始内容存档于2010-01-04）
- , X-bit Labs, 2008-11-02  [2012-05-01], （原始内容存档于2008-11-06）